# Lac des Grandes Baies
Le lac des Grandes Baies est un plan d'eau douce de la municipalité de Nominingue, dans la municipalité régionale de comté (MRC) d'Antoine-Labelle, dans la région administrative des Laurentides, au Québec, au Canada.
À partir du milieu du XIXe siècle, la foresterie a été l'activité économique prédominante dans le secteur. Dès le XIXe siècle, les activités récréotouristiques ont été mises en valeur. Au XXIe siècle, le lac compte une centaine de chalets répartis surtout sur la rive nord, la rive est et autour de la Baie Nantel (dans la partie est du lac). Les côtés nord et est du lac sont bien desservis par une route forestière. La navigation de plaisance y est grandement pratiquée.
La surface du lac est généralement gelée de la mi-novembre à la fin avril ; néanmoins la période de circulation sécuritaire sur la glace est habituellement de la mi-décembre à la fin mars.

## Géographie
Le "lac des Grandes Baies" est situé à 3,5 km à l'ouest du Petit lac Nominingue, à 1,5 km à l'est du lac des Sept Frères et à 3,1 km au nord du lac Montjoie (Laurentides). La forme du lac est très complexe, comportant beaucoup de baies ; ce qui caractérise bien son nom. Ce lac comporte 14 grandes baies et 9 îles.
Les bassins versants voisins du "lac des Grandes Baies" sont :
- à l'ouest : le lac Fabre et le lac des Sept Frères qui se déversent dans le ruisseau des Sept Frères, un affluent du lac Montjoie (Laurentides) ;
- au nord : le lac Allard dont la décharge est un affluent du Petit lac Nominingue ;
- à l'est : le lac des Monts dont la décharge se déverse dans le lac Lesage ;
- au sud : la rivière de la Petite Nation qui traverse les lacs Jean, Wee et Édouard.

Le "lac des Grandes Baies" reçoit les eaux de :
- la rivière de la Petite Nation qui se déverse sur la rive-nord du lac. En amont, cette rivière provient du lac Montigny (long de 1,5 km) que traverse cette dernière rivière. Puis cette dernière coule sur 2,6 km vers les sud, en traversant le lac des Grandes Baies (Antoine-Labelle) dont jusqu'à son embouchure située au sud du lac ;
- la décharge de trois petits lacs sans nom du côté nord, dont deux comportent des zones de marais ;
- la décharge d'un ensemble de lac, par la rive sud du lac : Mercier, Raynel, Gold, Labelle, Lartigue, Régina, Ogilvy, Diamond, Bourgeois et Mouttet ;
- un ruisseau se déversant du côté est dans la baie Nantel.

Le lac est entouré de plusieurs montagnes dont la montagne d'Équerre dont le sommet est à 0,6 km à l'est du fond de la baie Nantel.

## Toponymie
Le toponyme "lac des Grandes Baies" a été officialisé le 7 février 1985 à la Banque des noms de lieux de la Commission de toponymie du Québec.